# Kjeld Roholm
Kjeld Roholm (5. februar 1933 – 26. januar 2008) var en dansk journalist og atlet.
Kjeld Roholm var uddannet inden for handel og reklame og havde erfaring fra en række provinsaviser, da han kom til Ritzaus Bureau i 1967. Herfra ansattes han i 1978 på Berlingske Tidende, hvor han var redaktionssekretær i sportsredaktionen i 20 år.
Kjeld Roholm var i sin ungdom en fremragende løber og vandt DM på både 400 og 800 meter. Han løb for Ben Hur og en kort periode 1958-1959 for Ålborg.

## Danske mesterskaber
- Guld 1959 800 meter 1,54,9
- Sølv 1958 800 meter 1,57,5
- Sølv 1957 800 meter 1,55,7
- Sølv 1956 200 meter 22,3
- Guld 1956 400 meter 49,4
- Guld 1953 400 meter 50,7
- Guld 1952 400 meter 50,0
- Bronze 1951 400 meter 51,3